# Mercedes-Benz klasy B
Mercedes-Benz klasy B – samochód osobowy typu minivan klasy kompaktowej produkowany pod niemiecką marką Mercedes-Benz od 2004 roku. Od 2018 roku produkowana jest trzecia generacja modelu.

## Pierwsza generacja

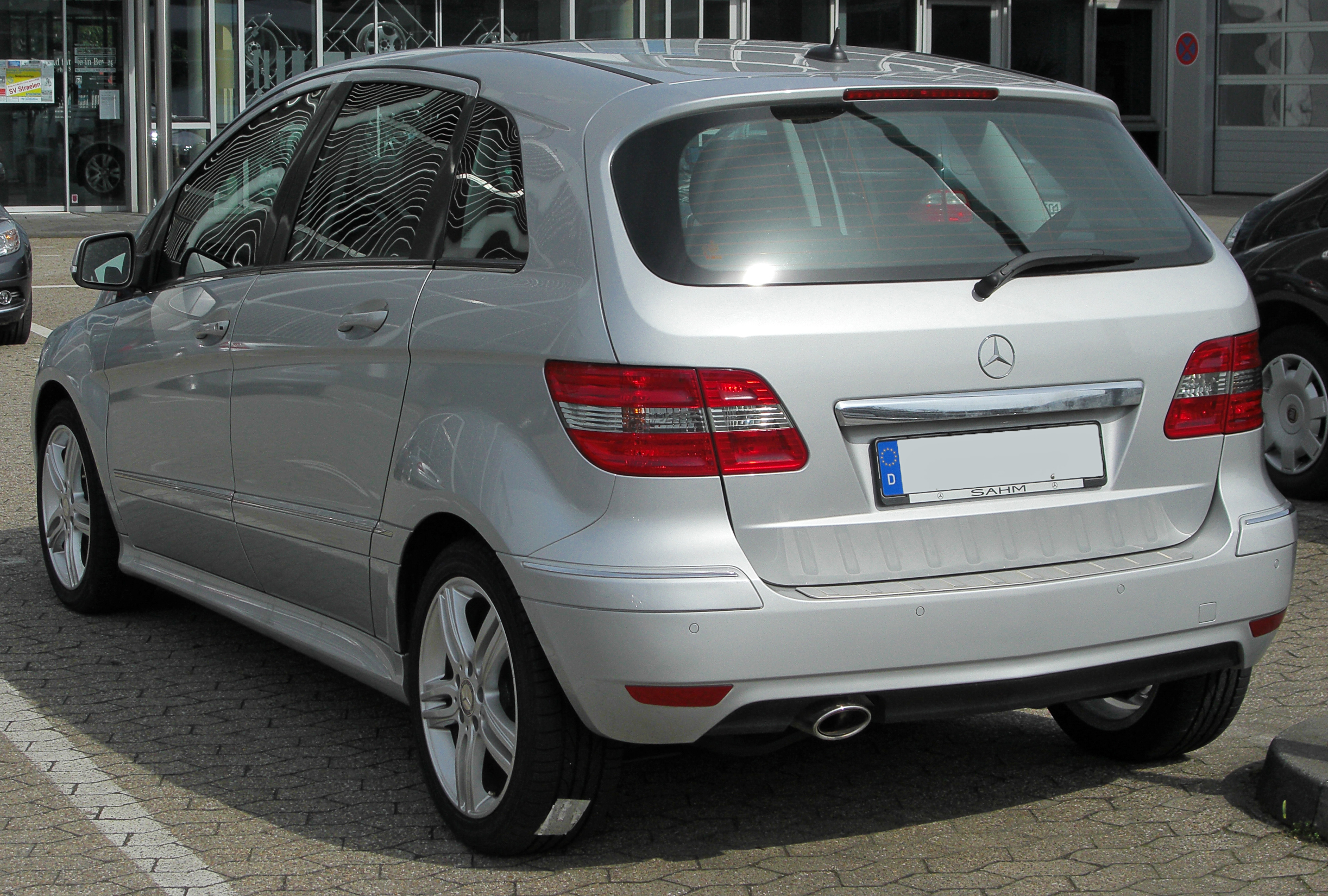
Mercedes-Benz klasy B I (W245) – tył

Mercedes-Benz klasy B I oznaczony kodem fabrycznym W245 został zaprezentowany po raz pierwszy w 2005 roku. Konstrukcyjnie auto spokrewnione było z klasą A. W 2008 roku auto przeszło facelifting.

### Silniki
| Model                                         | Produkowany w latach | Pojemność skokowa | Moc maksymalna  | Moment obrotowy | Prędkość maksymalna |
| --------------------------------------------- | -------------------- | ----------------- | --------------- | --------------- | ------------------- |
| B150 / B160*                                  | 2005-2011            | 1498 cm³          | 70 kW (95 KM)   | 140 Nm          | 174 km/h            |
| B170 / B180*                                  | 2005-2011            | 1699 cm³          | 85 kW (115 KM)  | 155 Nm          | 184 km/h            |
| B200                                          | 2005-2011            | 2034 cm³          | 100 kW (136 KM) | 185 Nm          | 196 km/h            |
| B200 Turbo                                    | 2005-2010            | 2034 cm³          | 142 kW (193 KM) | 280 Nm          | 225 km/h            |
| B170 NGT / B180 NGT*                          | 2008-2011            | 2034 cm³          | 85 kW (116 KM)  | 165 Nm          | 184 km/h            |
| B180 CDI                                      | 2005-2011            | 1991 cm³          | 80 kW (109 KM)  | 250 Nm          | 183 km/h            |
| B200 CDI                                      | 2005-2011            | 1991 cm³          | 103 kW (140 KM) | 300 Nm          | 200 km/h            |
| * – oznaczenie używane od II połowy 2009 roku |                      |                   |                 |                 |                     |

## Druga generacja

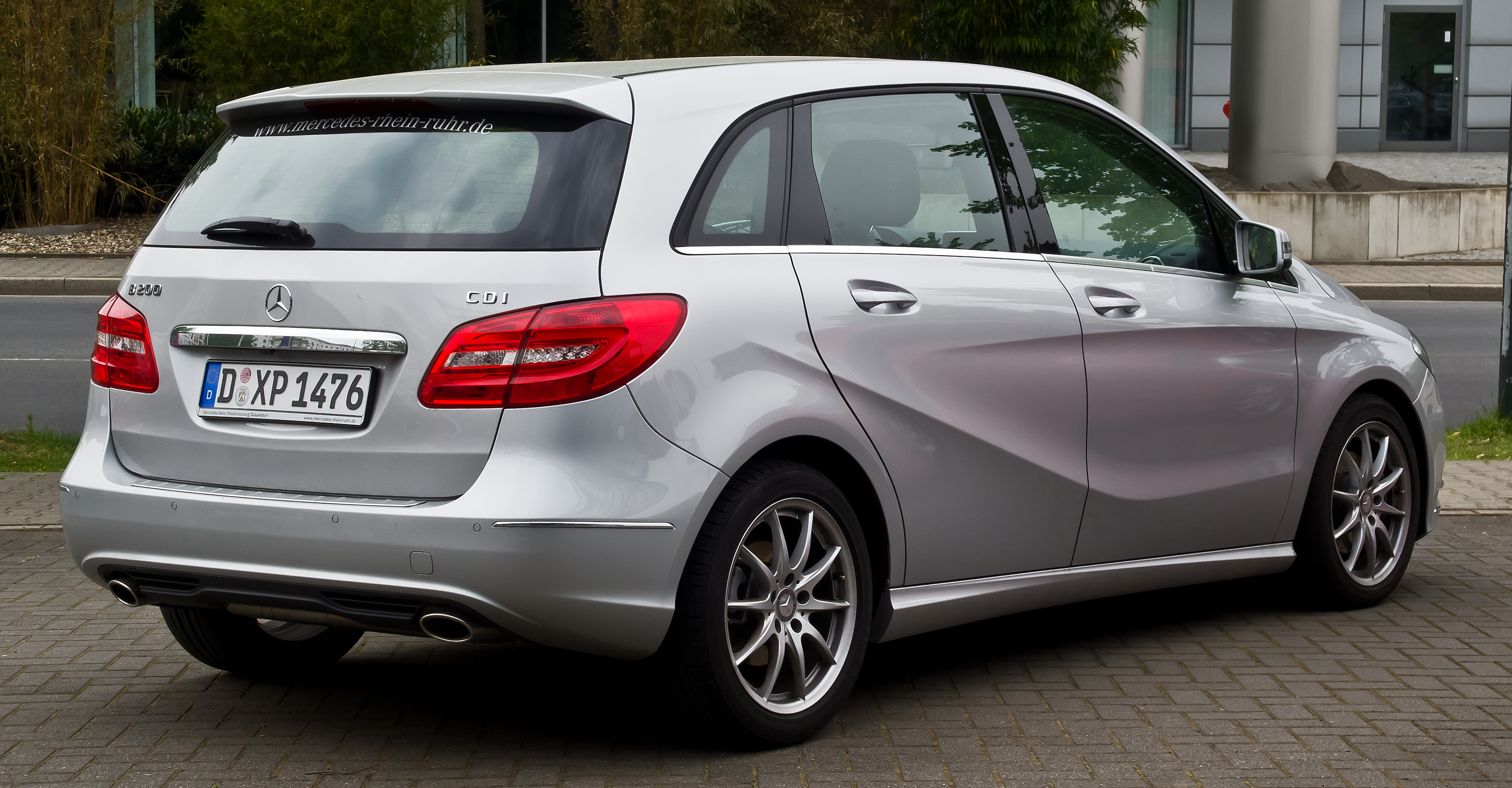
Mercedes-Benz klasy B II (W246) – tył

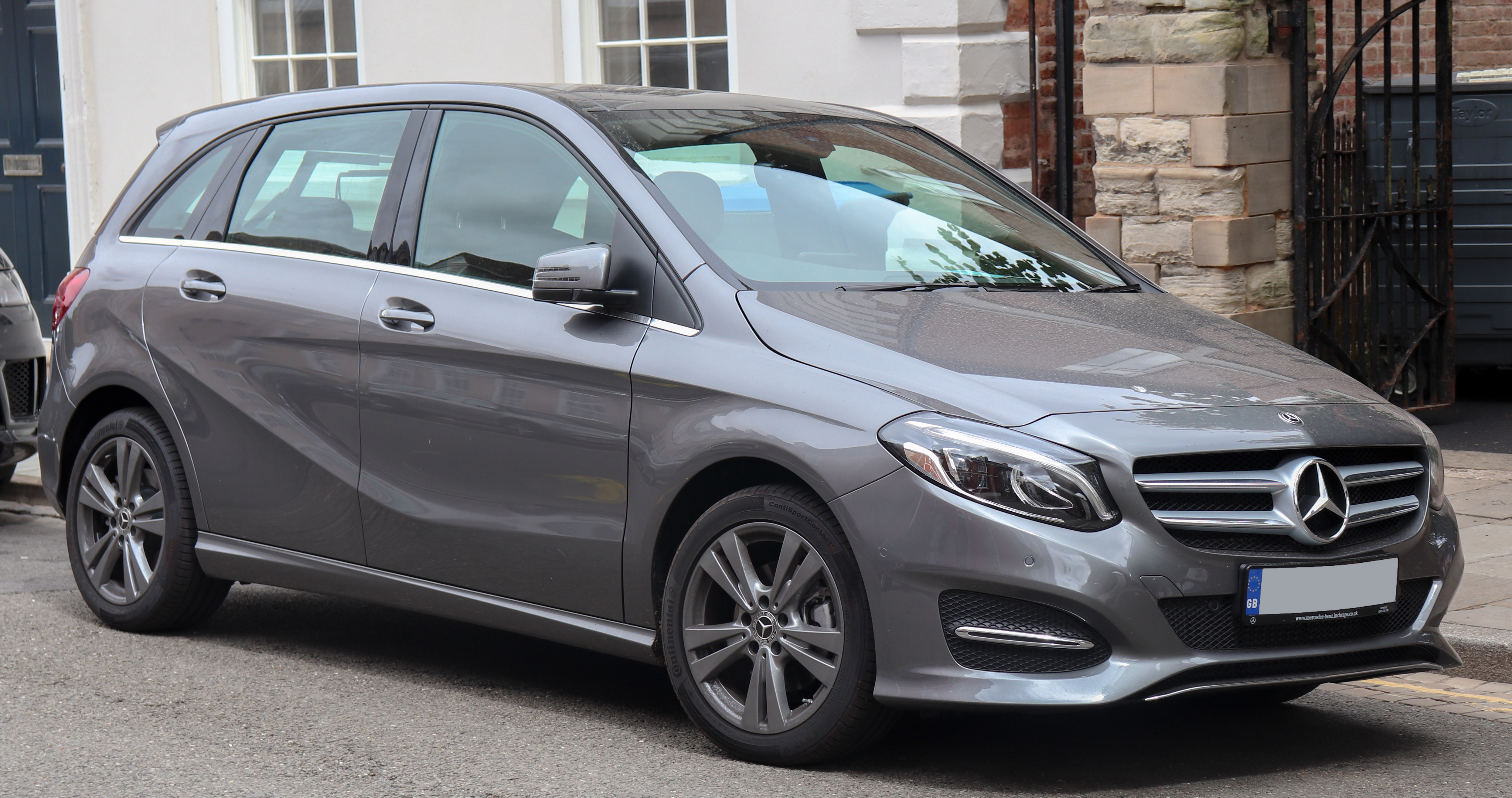
Mercedes-Benz klasy B II (W246) po liftingu

Mercedes-Benz klasy B II fabrycznie oznaczony kodem W246 produkowany był od 2011 do 2018 roku. Auto premierę miało w 2011 roku podczas targów motoryzacyjnych we Frankfurcie.
Model ten jako pierwszy samochód kompaktowy został seryjnie wyposażony w radarowy system ostrzegania przed kolizją Collision Prevention Assist, który wykrywa zbyt mały odstęp w stosunku do obiektów poprzedzających. System ten w razie zarejestrowania niebezpieczeństwa kolizji, ma za zadanie ostrzegać kierowcę wizualnie i dźwiękowo.
We wrześniu 2014 roku Mercedes-Benz zaprezentował klasę B po liftingu. Zmieniono m.in. kształt pasa przedniego (zderzak, osłona chłodnicy i zintegrowane ze światłami do jazdy dziennej reflektory przednie). Delikatne zmiany objęły też tylną część nadwozia (m.in. inny kształt końcówek rur wydechowych, tylne lampy wykonane w technologii LED) i wnętrze, które zostało upodobnione do trzeciej generacji A klasy.
W kwietniu 2017 roku pojawiły się informacje, iż producent wycofa w 2018 roku klasę B z gamy bez następcy z racji redukcji niespójności z przyszłymi planami marki, która chce usunąć ze swojej gamy niektóre niszowe modele. Później jednak doniesienia te okazały się nieprawdziwe, co udowodniły zdjęcia zamaskowanego testowego egzemplarza nowej, trzeciej generacji klasy B. Nowa generacja ostatecznie pojawiła się na rynku.

### Silniki
| Model                                  | Pojemność skokowa | Moc maksymalna  | Moment obrotowy             | Prędkość maksymalna (0–100 km/h) |
| B 180 BlueEFFICIENCY                   | 1595 cm³          | 90 kW (122 KM)  | 200 Nm / 1250-4000 obr./min | 190 km/h (10,4 s)                |
| B 200 BlueEFFICIENCY                   | 1595 cm³          | 115 kW (156 KM) | 250 Nm / 1250-4000 obr./min | 220 km/h (8,6 s)                 |
| B 250 BlueEFFICIENCY                   | 1991 cm³          | 155 kW (211 KM) | 350 Nm / 1200-4000 obr./min | 240 km/h (6,8 s)                 |
| B 180 CDI BlueEFFICIENCY               | 1461 cm³          | 80 kW (109 KM)  | 250 Nm / 1400-2800 obr./min | 190 km/h (10,9 s)                |
| B 200 CDI BlueEFFICIENCY               | 1796 cm³          | 100 kW (136 KM) | 300 Nm / 1600-3000 obr./min | 210 km/h (9,5 s)                 |
| B 200 Natural Gas Drive BlueEFFICIENCY | 1991 cm³          | 115 kW (156 KM) | 270 Nm / 1250-4000 obr./min | 200 km/h (9,2 s)                 |

### Electric Drive

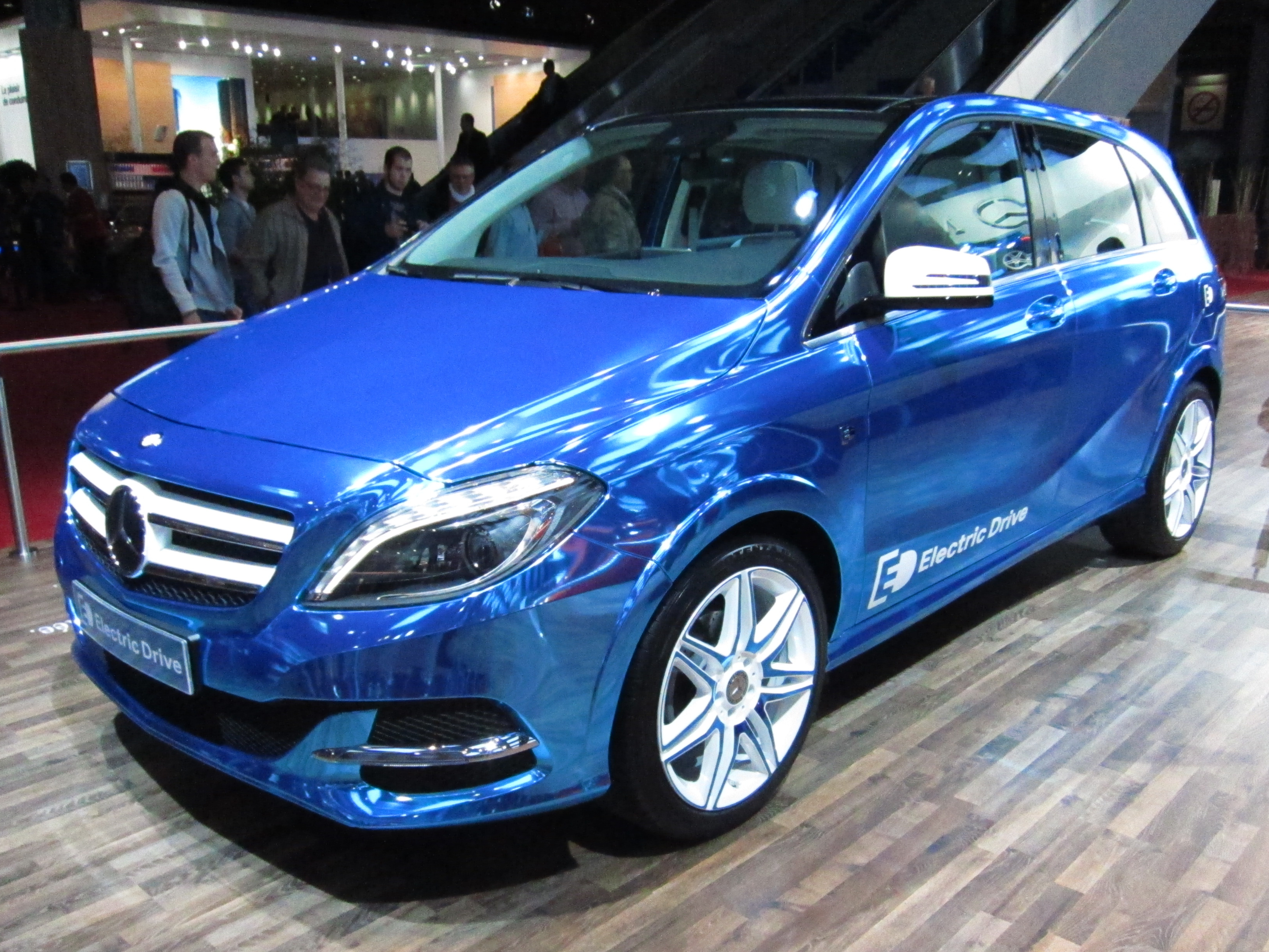
Mercedes-Benz klasy B Electric Drive

Mercedes Benz B-Class Electric Drive został zbudowany na bazie modelu spalinowego. Pojazd zaprezentowano w trakcie Targów Motoryzacyjnych we Frankfurcie. Auto weszło do produkcji w 2014 roku.
Konstrukcja samochodu została oparta na modularnej platformie „Energy Space”; pozwalaja ona na stosowanie różnych źródeł napędu samochodu, bez utraty przestrzeni we wnętrzu auta, a także bez negatywnego wpływu na położenie środka ciężkości. W standardowych wersjach auto było napędzane silnikami benzynowymi (122–211 KM), wysokoprężnymi (109–136 KM), a także gazem ziemnym (156 KM). Platforma pozwoliła również na stworzenie pojazdu z napędem elektrycznym, w którym baterie litowo–jonowe zostały ukryte w podłodze auta.
Mercedes Benz B-Class Electric Drive powstał we współpracy z koncernem Tesla, który dostarczył baterie oraz zespół napędowy.
Mercedes Benz B-Class Electric Drive odróżnia się od samochodów z silnikami spalinowymi zastosowaniem reflektorów i lamp wykonanych w technologii LED, oraz innej atrapy grilla. Pod klapką w przedniej części auta zamontowano klapkę do gniazdka ładowania.
Na desce rozdzielczej zamontowano w miejscu obrotomierza okrągły wskaźnik (taki sam, jak stosowany wcześniej obrotomierz i pozostawiony bez zmian prędkościomierz), informujący kierowcę o stopniu naładowania baterii, o pozostałym możliwym do przejechania zasięgu itd. Nie zmienił się kształt kabiny ani ilość miejsca, z wyjątkiem konieczności podniesienia tylnej części podłogi o 77 mm. Wszystko to dzięki zamontowaniu baterii płasko pod podłogą. Pomiędzy okrągłymi wskaźnikami, znajduje się wyświetlacz komputera pokładowego.
Mercedes Benz B-Class Electric Drive jest napędzany przez trójfazowy silnik elektryczny firmy Tesla o mocy 180 KM (340 Nm), zamontowany pod przednią maską (tak, jak silnik spalinowy). Źródłem zasilania dla silnika są baterie litowo–jonowe o łącznej pojemności 36 kWh, produkowane przez Teslę na bazie ogniw Panasonic.
Samochód jest cięższy od wersji spalinowej o 300 kg (waży 1800 kg). Auto rozpędza się do 100 km/h w 7,9 sekundy. Prędkość maksymalna wnosi 161 km/h.
W 2014 roku rozpoczęła się sprzedaż modelu w USA, potem pojazd trafił do Europy. W USA ceny auta rozpoczynały się od 41 500 USD. W Polsce samochód kosztował ok. 170 000 zł. W 2018 roku produkcja została zakończona.

## Trzecia generacja

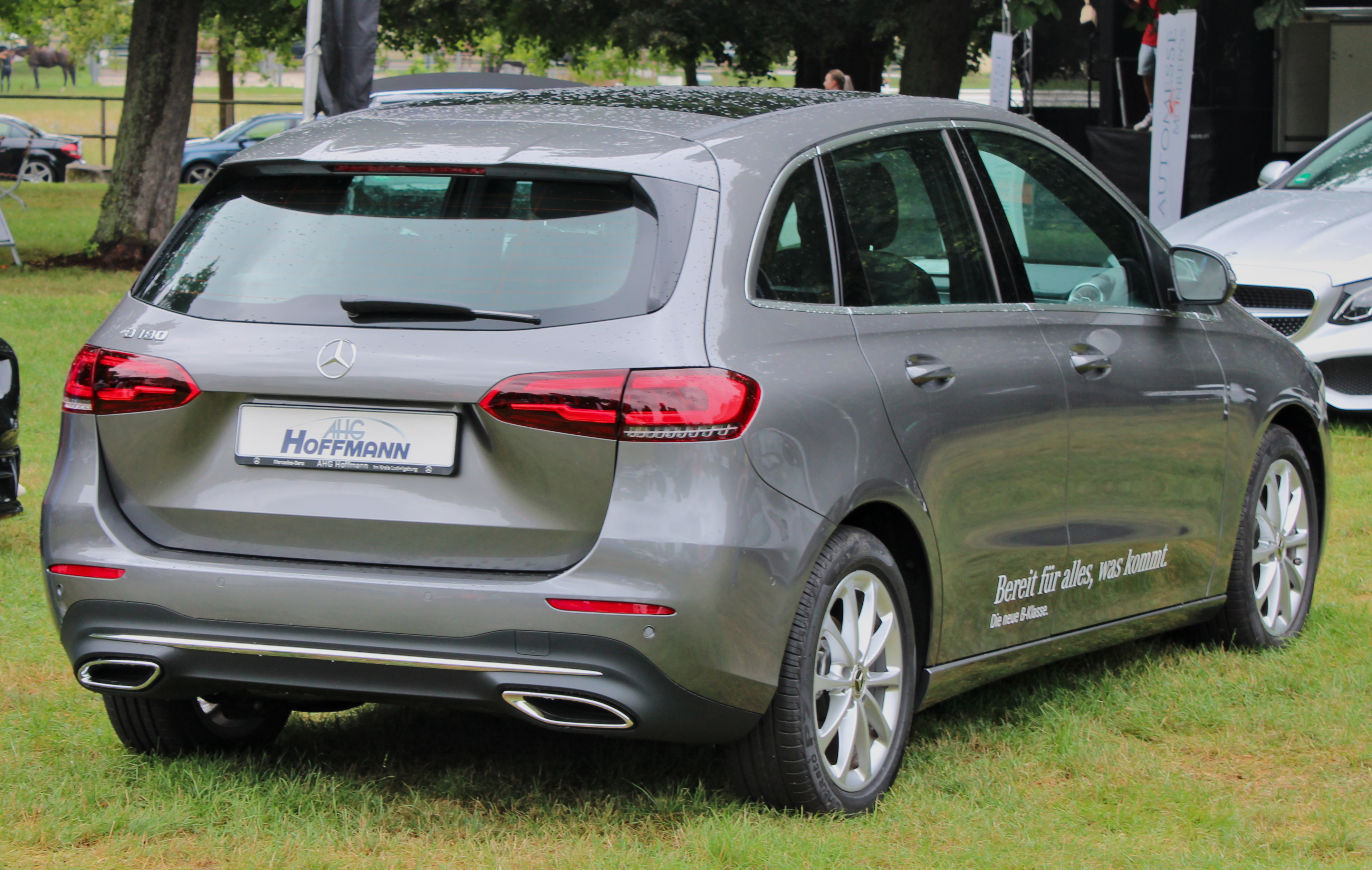
Mercedes-Benz klasy B III (W247) przed liftingiem – tył

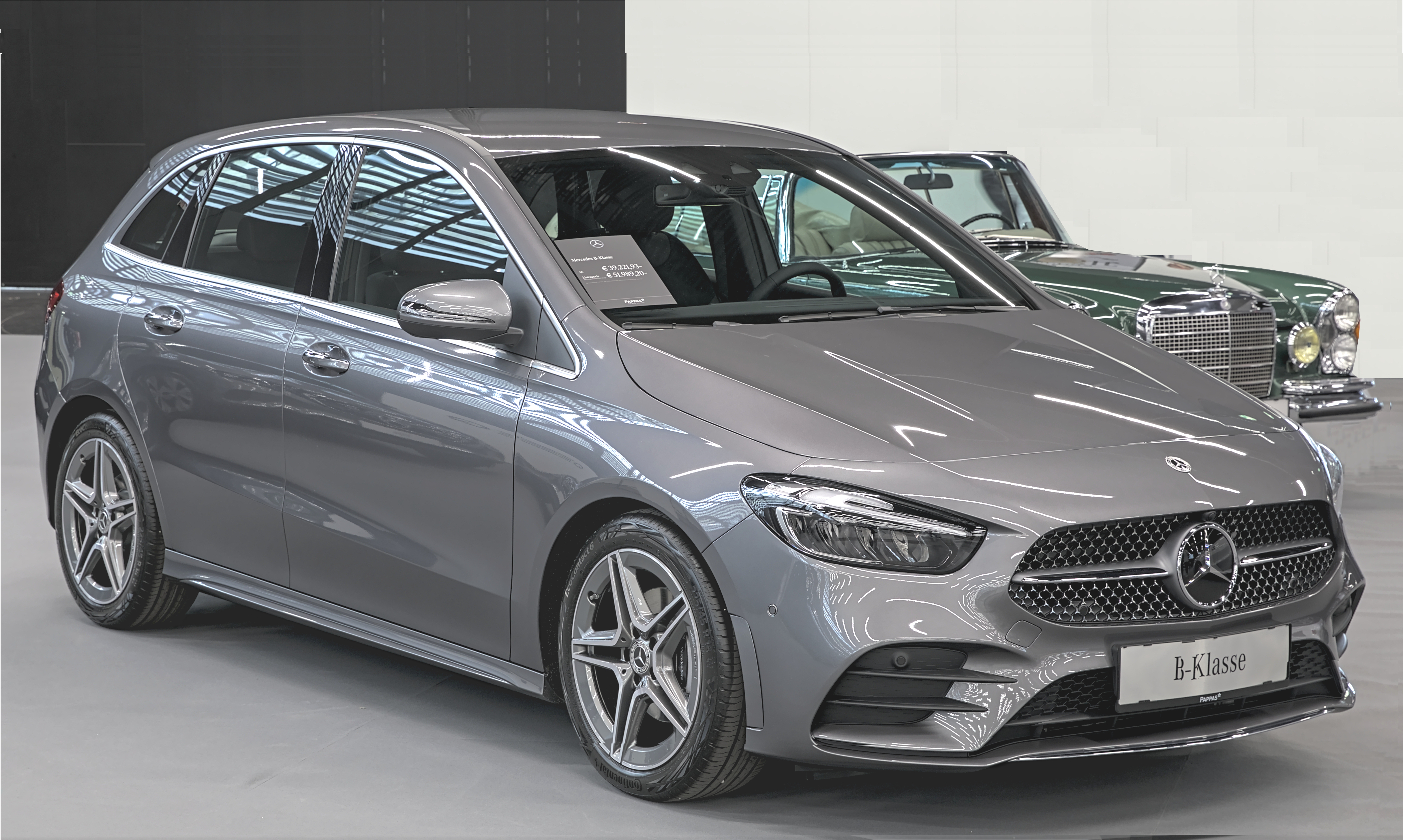
Mercedes-Benz klasy B III (W247) po liftingu

Mercedes-Benz klasy B II (W246) po liftingu
Mercedes-Benz klasy B III oznaczony kodem W247 zaprezentowany został 2 października 2018 roku podczas targów Paris Motor Show 2018.
Samochód względem poprzednika przeszedł ewolucyjne zmiany. Przy podobnych proporcjach, nadwozie zyskało rozwiązania stylistyczne nawiązujące do najnowszych modeli marki. Przednie lampy zyskały bardziej agresywny kształt, a tylne – stały się dłuższe i zarazem węższe. Projekt kokpitu zaczerpnięto z innych, nowych kompaktowych modeli marki – nowej generacji Klasy A i CLA.
Sprzedaż nowej Klasy B ruszyła w grudniu 2018 roku, a pierwsze egzemplarze zostały dostarczone do klientów w lutym 2019.
W październiku 2022 roku samochód przeszedł delikatną modernizację na rok 2023. Zmieniono m.in. reflektory LED i zderzaki.